# Az időutazás nagy kérdései
Az időutazás nagy kérdései (ismert még mint Minden, amit az időutazásról tudni kell) című film egy brit időutazásos sci-fi, melyet Gareth Carrivick rendezett Jamie Mathieson forgatókönyvéből.
Az Egyesült Királyságban és Írországban 2009. április 24-én mutatták be. Televíziós premierje a BBC-n 2010. augusztus 1-jén volt.

## Szereplők
- Chris O’Dowd mint Ray, az imagineer
- Dean Lennox Kelly mint Pete, a cinikus
- Marc Wootton mint Toby, az álmodozó
- Anna Faris mint Cassie, az időutazó
- Meredith MacNeill mint Millie, egy másik időutazó, aki egyben szerkesztő is

## Cselekmény
|  | Alább a cselekmény részletei következnek! |

Ray (Chris O’Dowd) egy vidámparkban dolgozik barátaival, Pete-tel (Dean Lennox Kelly) és Toby-val (Marc Wootton). Ray és Toby imádja a sci-fit, Pete inkább cinikus. Rayt kirúgják az állásából, ezért este a barátaival elmegy egy angol pubba, ahol Toby levelet ír a hollywoodi filmstúdióknak, hogy ne csináljanak több sablonos filmet. Eközben Ray találkozik Cassie-vel (Anna Faris), aki egy időutazó, testébe épített időgéppel. Cassie elmeséli, hogy a feladata az időtörések megjavítása, amit gonosz időutazók, az un. szerkesztők követnek el. A kettejük közt zajló beszélgetésből Ray megtudja, hogy a jövőben híres lesz.
Visszaülve az asztalhoz barátai hitetlenkedve hallgatják a történetet. Pete kimegy a mosdóba, ahol véletlenül előreutazik az időben. Mire kijön, a bárban mindenki halott, saját magát pedig szakadt ruhában, nagy szakállal látja a földön holtan heverni. Visszarohan a mellékhelyiségbe, majd kis idő után újra előmerészkedik. Mindent a lehető legnagyobb rendben talál: barátai továbbra is az asztalnál söröznek. Az ő történetét is hitetlenkedve hallgatják. Ray megemlíti, hogy az időutazó lány egy időtörést keresett. Ezután együtt kimennek a mosdóba, hátha mindannyian előremennek az időben. Látszólag nem történik semmi, de mikor visszatérnek az asztalukhoz, összetalálkoznak saját magukkal. Ketten elrejtőznek egy szekrényben, Ray pedig elindul megkeresni Cassie-t. Mivel újra ki kell menniük a mosdóba, de félnek, hogy újra összetalálkoznak saját magukkal, ezért a nőit választják.
Innen nem a múltba, hanem a távoli jövőbe kerülnek. Az épületek romosak, az ablakok be vannak törve. Vissza akarnak indulni, és Pete előremegy. De amint eltűnik az ajtó mögött, előkerül egy idősebb, soványabb, nagyszakállú Pete, aki figyelmezteti őket, hogy visszamenni veszélyes és mindenféleképp maradjanak együtt. A városban járkálva furcsa zajokat hallanak, ezért visszafordulnak. Találnak egy falat, melyre egy hatalmas freskó van festve: ők maguk vannak rajta, a bárban, egy papírt olvasva, szakadt ruhában. Rájönnek, hogy Toby levele a kulcs a hírnévhez és emiatt történt vagy fog történni az időtörés. A következő időutazással visszakerülnek a jelenbe egy rövid időre, majd ismét visszatérnek a jövőbe. Egy rajongói buliba csöppenek, ahol minden vendég úgy öltözik, ahogy ők.
A buliból  egy Millie nevű időutazó menekíti ki őket, és végre visszatérnek a saját idejükbe. Találkoznak ismét Cassie-val, akitől megtudják, hogy Millie egy gonosz szerkesztő és csapdába csalta őket. Harcra kerül sor a pubban, melynek során mindenki meghal. Ekkor toppan be Pete a múltból, meglátja a hullákat és saját magát nagy szakállal a földön heverve. Kirohan a bárból, majd visszatér saját idejéhez a bárba. A haldokló Ray utolsó mozdulatával elpusztítja az asztalon lévő cetlit. Ez dominószerűen mindent megváltoztat. Így a három jóbarát visszakerül a múltba, vagyis a saját idejükbe. Látszólag minden megoldódott. Hazafelé tartva megnyílik egy kapu, melyből a kétségbeesett Cassie rohan ki. Azonnal vissza kell mindannyiuknak térni a jövőbe, mert súlyos időtörés történt...

## Zenék
- Kayleigh – The Countdown Singers
- Slippin' and Slidin' –  Rendle
- Flea Circus –  Marder
- Geno –  The Countdown Singers
- The Land of Make Believe –  Bucks Fizz
- Rivers of Babylon –  Boney M.
- Total Eclipse of the Heart –  Bonnie Tyler
- Magic –  The Countdown Singers
- The Final Countdown – Eskimo Disco
- Human – Ry Byron & The Gentleman

## Érdekességek
- A film eredeti moziplakátja utalás a Vissza a jövőbe filmek plakátjára,
- Ray álommunkája, melyet csinálni szeretne utalás a Ki vagy, Doki? című brit sorozatra,
- Pete jelenete a mosdóban a napszemüveggel ugyanaz, mint Marty jelenete a Vissza a jövőbe című filmben,
- Óriáshangyák szintén szerepeltek az 1954-es Them! című sci-fiben,
- Cassie mondata, miszerint "14 óránk van, hogy megmentsük a Földet" az 1980-as Flash Gordon filmben hangzott el,
- A bolygó neve: Halál című filmben szintén elhangzott az "Get away from him you bitch" (Engedd el, te szuka) című mondat

## További információ
- Hivatalos oldal
- Az időutazás nagy kérdései a PORT.hu-n (magyarul)
- Az időutazás nagy kérdései az Internetes Szinkronadatbázisban (magyarul)
- Az időutazás nagy kérdései az Internet Movie Database-ben (angolul)
- Az időutazás nagy kérdései a Rotten Tomatoeson (angolul)
- Az időutazás nagy kérdései a Box Office Mojón (angolul)